# Улица Рушону

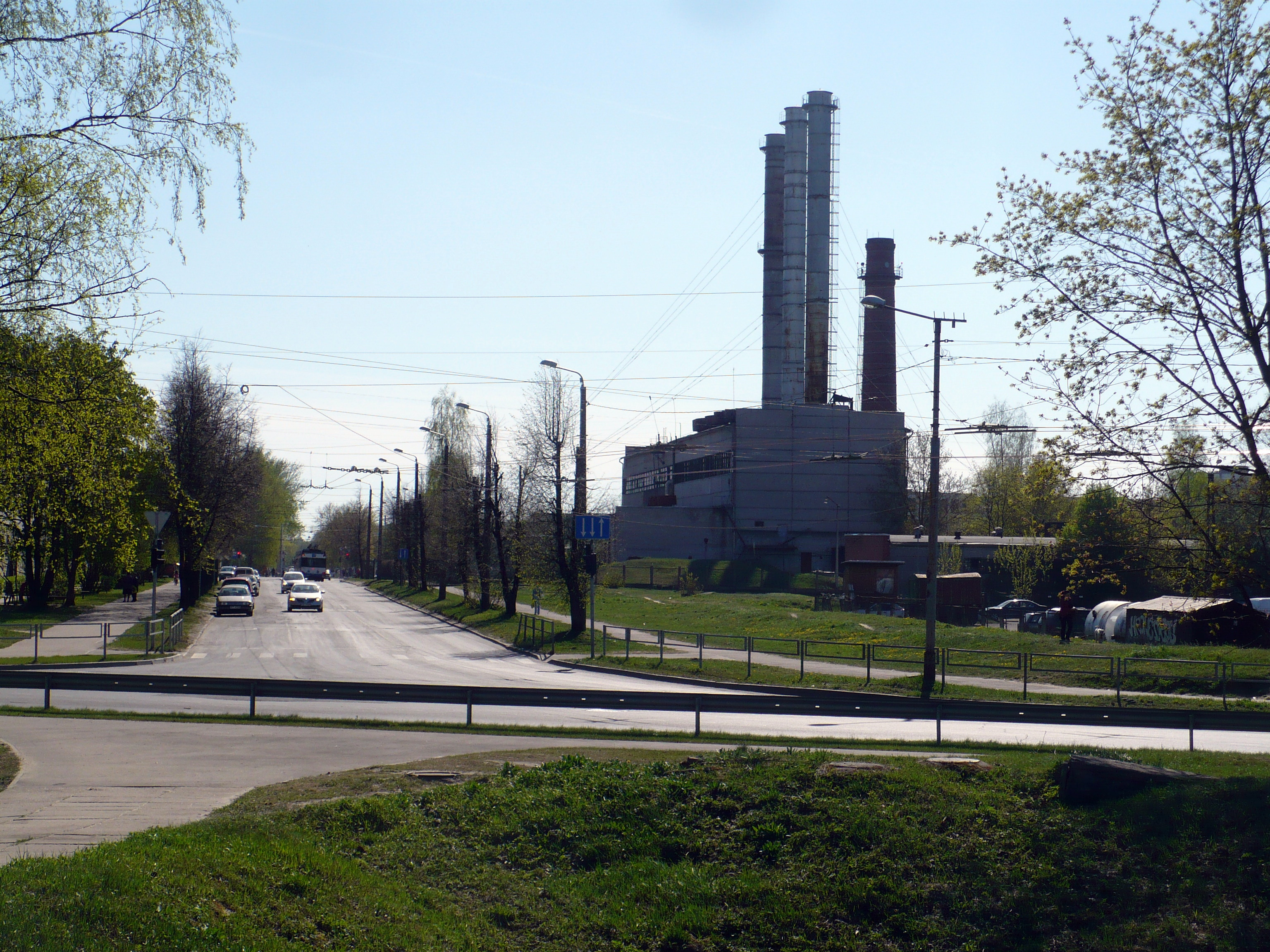
Вид улицы от железнодорожной линии

Улица Ру́шону (латыш. Rušonu iela) — улица в Латгальском предместье города Риги, в историческом районе Кенгарагс. Пролегает в северо-восточном направлении от улицы Маскавас до железнодорожной линии Рига — Крустпилс. Названа в честь озера Рушонс (Рушону) в юго-восточной части Латвии (одно из крупнейших озёр страны).

## История
Улица была проложена в 1936 году под названием Рушану (латыш. Rušānu iela), в соответствии с принятым в то время написанием названия того же озера.
В 1965 году переименована в улицу Роберта Эйхе — в честь советского партийного и государственного деятеля, уроженца Латвии. В 1991 году улица получила нынешнее наименование, которое более не изменялось.

## Транспорт
Общая длина улицы Рушону составляет 887 метров. Улица на всём протяжении асфальтирована, разрешено движение в обоих направлениях. На отрезке от ул. Прушу до ул. Саласпилс по улице Рушону проходит маршрут троллейбуса № 15, есть одноимённая остановка. Одноимённые остановки трамвая и автобуса есть также на улицах Маскавас, Саласпилс и Локомотивес.
В створе улицы оборудован пешеходный переход на вторую платформу остановочного пункта пригородных поездов «Яняварты», расположенного рядом.

## Застройка
В советское время, при распланировке микрорайонов на территории Кенгарагса, начало улицы Рушону (южнее улицы Аглонас) было отнесено к микрорайону Кенгарагс-2, остальная часть улицы является границей между микрорайонами 2A и 3A. Застроена типовыми пятиэтажными жилыми домами в 1960-е годы; небольшой фрагмент первоначальной частной застройки сохранился по чётной стороне улицы между ул. Малтас и Аглонас.
- Дом № 6 — средняя школа № 25, построена по типовому проекту института «Латгипрострой» в 1963 году.
- Дом № 15 — медицинский центр «Dziedniecība»[6], здание построено в 1966—1968 гг. как городская поликлиника № 14.

## Прилегающие улицы
Улица Рушону пересекается со следующими улицами:
- улица Маскавас
- улица Малтас
- улица Извалтас
- улица Аглонас
- улица Прушу
- улица Саласпилс
- улица Локомотивес